# Bojanow
Bojanow, polnisch Bojanów, von 1936 bis 1945 Kriegsbach, ist ein Dorf in der Stadt- und Landgemeinde Kranowitz im Powiat Raciborski der Woiwodschaft Schlesien in Polen.

## Geografie
Bojanow liegt zweieinhalb Kilometer nordöstlich von Kranowitz und sieben Kilometer südwestlich von Racibórz (Ratibor) gegenüber der Einmündung der Bilawoda in die Zinna. Rund vier Kilometer südlich verläuft die Grenze zu Tschechien.

## Geschichte
Die erste urkundliche Erwähnung des Ortsnamens stammt aus einem Dokument des Jahres 1313, in dem ein Ritter Gerhard von „Boianow“ als Zeuge auftritt. 1532 wurde der Ort in der Schreibweise Bojanoff verzeichnet.
Im Jahre 1359 vererbte Äbtissin Eufemia von Ratibor das Dorf den Ratiborer Dominikanerinnen, die in Bojanow 1370 einen Konvent gründeten. Zugleich schenkte sie den Bauern einen Freibrief, der 50 Jahre später zinspflichtig wurde. Bojanow ging in der Folgezeit in den Besitz verschiedener Adliger über, bis sich die Dorfbewohner im Jahre 1796 zusammen mit Woinowitz und Lekartów für 191.000 Taler loskauften. Am 5. Oktober 1797 wurde dies durch den Minister Karl Georg von Hoym bestätigt und am 12. Oktober der Eintrag in die Hypothek vollzogen.
Nach dem Ersten Schlesischen Krieg 1742 fiel das Dorf an Preußen und wurde 1816 dem Landkreis Ratibor eingegliedert.
Bei der Volksabstimmung in Oberschlesien am 20. März 1921 stimmten in Bojanow 357 Personen (82,3 %) für den Verbleib bei Deutschland und 77 für die Angliederung an Polen. Bojanow verblieb beim Deutschen Reich.
Von 1928 bis 1929 wurde die Christkönigkirche während der Amtszeit des Pfarrers Franz Janta errichtet, der zugleich als Dekan amtierte.
Ab 1933 führten die nationalsozialistischen Machthaber groß angelegte Umbenennungen von Ortsnamen slawischen Ursprungs durch. 1936 wurde Bojanow in Kriegsbach umbenannt.
Als Folge des Zweiten Weltkriegs fiel Bojanow 1945 mit dem  größten Teil Schlesiens an Polen. Nachfolgend wurde es in Bojanów umbenannt und der Woiwodschaft Schlesien angeschlossen. Die deutsche Bevölkerung wurde, soweit sie nicht vorher geflohen war, weitgehend vertrieben.
Heute gehört Bojanow der Gemeinde Kranowitz an, die die Gemeinde mit der anteilsmäßig größten deutschen Minderheit in der Woiwodschaft Schlesien ist. Im Jahre 2008 wurden zusätzliche amtliche Ortsnamen in deutscher Sprache eingeführt.

## Einwohnerentwicklung
Die Einwohnerzahlen Bojanows:
| Jahr | Einwohner |
| ---- | --------- |
| 1822 | 461       |
| 1830 | 497       |
| 1844 | 584       |
| 1855 | 486       |
| 1861 | 512       |

| Jahr | Einwohner |
| ---- | --------- |
| 1885 | 618       |
| 1910 | 698       |
| 1933 | 920       |
| 1939 | 947       |